# 川村旭芳
川村 旭芳（かわむら きょくほう、女性）は、日本の音楽家、筑前琵琶奏者。和楽器ユニット「おとぎ」代表。二世柴田旭堂の弟子。
和楽器ユニット「おとぎ」代表。
（筑前琵琶・川村旭芳／胡弓・木場大輔／箏・折本慶太／尺八・安田知博）

## アルバム

### ソロ
- 『川村旭芳 筑前琵琶のしらべ』 2004年
- 『川村旭芳作品集I 〜母娘合作集〜』 2011年
- 『川村旭芳 筑前琵琶のしらべ〜源平一ノ谷合戦〜』 2011年

### ユニット
- 『音戯箱』（おとぎ）
- 『音戯箱Ⅱ』（おとぎ）